# Грабе при Љутомеру
Грабе при Љутомеру (словен. Grabe pri Ljutomeru) је насељено место у општини Крижевци, Помурска регија, Словенија.

## Историја
До територијалне реорганизације у Словенији било је у саставу старе општине Љутомер.

## Становништво
У попису становништва из 2011. године, Грабе при Љутомеру имало је 118 становника.
| Број становника према пописима | Број становника према пописима | Број становника према пописима |
| ------------------------------ | ------------------------------ | ------------------------------ |
| 1991                           | 2002                           | 2011                           |
| 123                            | 112                            | 118                            |

Напомена: До 1953. исказивано под именом Грабе.